# Mala Zahorivka, Borzna
Mala Zahorivka (în ucraineană Мала Загорівка) este localitatea de reședință a comunei Mala Zahorivka din raionul Borzna, regiunea Cernihiv, Ucraina.

## Demografie
Componența lingvistică a localității Mala Zahorivka
     Ucraineană (97,93%)
     Rusă (2,07%)
Conform recensământului din 2001, majoritatea populației localității Mala Zahorivka era vorbitoare de ucraineană (97,93%), existând în minoritate și vorbitori de rusă (2,07%).